# Batalla de la Bahía de Matanzas
La batalla de la bahía de Matanzas fue un combate naval librado en 1628 en el marco de la guerra de los Ochenta Años en la que una escuadra neerlandesa derrotó a la flota española frente a la ciudad de Matanzas, en la costa norte de Cuba.

## Contexto
En 1628, siendo rey de España Felipe IV, hacía sesenta años que las Provincias Unidas de los Países Bajos, dependientes de la Corona española, intentaban lograr su independencia mediante la guerra de los Ochenta Años, extendiendo las hostilidades también fuera de Europa.

## Captura de la flota española
Una parte de la Flota de Indias, con base en Venezuela, había sido advertida de las intenciones neerlandesas de atacar los barcos españoles que a través del mar Caribe llevaban metales preciosos a España procedentes de América, pero otra parte de la flota española, con base en Nueva España, ignoraba estas amenazas. El almirante neerlandés Piet Hein, con Witte de With como capitán de su barco insignia, junto con el almirante Hendrick Lonck y el vicealmirante Joost Banckert, interceptó dieciséis barcos españoles, mandados por Juan de Benavides Bazán y procedentes de Nueva España, frente a la ciudad de Matanzas, en la costa de Cuba (en aquel tiempo posesión española); un galeón fue tomado tras un ataque por sorpresa, nueve pequeños mercantes se rindieron, otros dos fueron tomados en el mar, y cuatro galeones más quedaron atrapados en la bahía cubana de Matanzas. Tras un combate incruento, éstos acabaron también por rendirse, y Hein capturó oro, plata y otras mercancías, como índigo y cochinilla por valor de 11.509.524 florines. Los neerlandeses no tomaron prisioneros y proporcionaron a los españoles suministros suficientes para llegar a La Habana.

## Consecuencias
Este sería el mayor botín capturado a la bien protegida Flota de Indias en toda su historia. El dinero sostuvo la armada neerlandesa durante ocho meses, permitiéndoles capturar la fortaleza de Bolduque tras su regreso a los Países Bajos en 1629, donde Hein fue aclamado como héroe. La Compañía Neerlandesa de las Indias Orientales, a cuyo cargo estaba la flota de Piet Hein, declaró un dividendo del 50% a cuenta de los beneficios de esta expedición. Mirando a la multitud que lo vitoreaba de pie en el balcón del ayuntamiento de Leiden, le comentó al alcalde de la ciudad: "Ahora me elogian porque gané riquezas sin el menor peligro; pero antes, cuando arriesgué mi vida en pleno combate, ni siquiera sabían que existía". Fue el primero y el último en capturar una parte tan grande de una "flota de Indias" española de las Américas, estas flotas estaban muy bien protegidas.